# Dzieci Hiroszimy
Dzieci Hiroszimy (jap. 原爆の子 Genbaku no ko) – japoński dramat filmowy z 1952 roku w reżyserii Kaneto Shindō. Obraz opowiadał o losach ludzi napromieniowanych w wyniku zrzucenia na Hiroszimę przez Amerykanów bomby atomowej podczas drugiej wojny światowej.